# Čeněk Sameš
Čeněk Sameš (také Vincenc Sameš, 30. října 1902, Vídeň – 23. října 1981, Třebíč nebo 27. října 1981, Brno) byl český archivář.

## Biografie
Čeněk Sameš se narodil v rakouské Vídni v roce 1902, mezi lety 1921 a 1925 vystudoval dějepis na Filozofické fakultě Univerzity Karlovy v Praze a 3 semestry Právnické fakulty Univerzity Karlovy, následně absolvoval v roce 1931 také archivní kurz pro středoškolské profesory. Od roku 1925 do roku 1927 působil jako středoškolský pedagog na gymnáziích v Brně a Olomouci, v roce 1945 pak učil i na Gymnáziu v Třebíči a roku 1951 pak v Jihlavě. Mezi lety 1929 a 1935 působil jako nehonorovaný archivář města Třebíče, mezi lety 1935 a 1939 pak působil jako archivář v městě Třebíči. Po zapojení se do Obrany národa byl v roce 1940 odsouzen na 4 roky a byl vězněn do roku 1944. Mezi lety 1944 a 1945 pracoval jako pomocný dělník.
Posléze učil na gymnáziu Třebíč a od roku 1945 do roku 1948 založil a pracoval v Městském a okresním archivu Třebíč. Od roku 1948 do roku 1951 pracoval jako ředitel archivu a inspektor nestátních archivů na Moravě v Moravském zemském archivu. Posléze byl z politických důvodů propuštěn. Po roce 1953 pak pracoval jako pedagog střední zdravotní školy v Třebíči. Ředitelem byl mezi lety 1953 a 1962.
Po Vincencovi Samešovi je pojmenována ulice Samešova v Třebíči.

## Publikační činnost
Přispíval do sborníků, novin a časopisů, z nich lze uvést: Matice moravská, Od Horácka k Podyjí, Vlastivědný sborník Vysočiny, Společnost přátel starožitností Československých, do publikací třebíčského gymnázia a sepsal dějiny města Třebíče, které vycházely v městském zpravodaji.

## Z díla
- Archiv města Třebíče, nakl. J.F.Kubeš, Třebíč 1931
- Třebíč - město a okres, Národohospodářská propagace ČR, 1932
- Klášter Vilémovský, Benediktinské opatství, 52 stran, Praha 1934[7]
- Opravy opatského chrámu třebíčského v letech 1725-1732, Měšťanská Beseda, Třebíč 1934
- Památník jubilejních oslav města Třebíče a třebíčského okresu 1335-1935, Ústřední výbor jubilejních oslav, Třebíč 1935
- Z historie vaření piva v Třebíči, Várečenstvo města Třebíče, 63 stran, 1935[8]
- Několik dat z historie kapucínského kláštera v Třebíči, Klášter O. O. kapucínů, 30 stran, Třebíč 1935[9]
- Stehlíkův adresář města Třebíče, 1940
- Přehled dějin československých, Městská spořitelna 1946
- Jak k nám dnes mluví 28. říjen, Zemská osvětová rada, 15 stran, Brno 1946
- I. ročenka měst. musea a archivu v Třebíči, 1948
- Rok 1468 a Třebíč, Okr. knihovna Třebíč, 1968[10]
- Stručné dějiny města Třebíče, příloha Zpravodaje města Třebíče 1972-1979, 585 stran

### Studie a stati
- Městské popraviště v Třebíči. Od Horácka k Podyjí. 1931, roč. 9, s. 62–63. Dostupné online.
- Protižidovské hnutí v Třebíči po roce 1848. Od Horácka k Podyjí. 1931, roč. 9, s. 110–117. Dostupné online.
- Dva staré obrazy města Třebíče. Od Horácka k Podyjí. 1932, roč. 10, s. 8–9, 27–30. Dostupné online.
- Dva archivy třebíčské. Časopis Archivní školy. 1933, roč. 9–10, s. 386–392. Dostupné online.
- Příspěvek k dějinám třebíčského klášterství. Časopis Společnosti přátel starožitností československých v Praze. 1936, roč. 44, čís. 4, s. 177–182.
- Sousoší sv. Cyrila a Metoděje v Třebíči. Časopis Společnosti přátel starožitností. 1946, roč. 54, čís. 3–4, s. 129–133.
- Co vypráví pamětní kniha předměstí Nové město v Třebíči. Český lid. 1947, čís. 6, s. 101–106. Dostupné online.
- Rok 1918 v Třebíči. Vlastivědný sborník Vysočiny. 1969, roč. 5, s. 77–84. Dostupné online.